# Rivière Upsalquitch Nord-Ouest
Pour les articles homonymes, voir Upsalquitch.
La rivière Upsalquitch Nord-Ouest est un affluent de la rive Sud de la rivière Upsalquitch, traversant les paroisses de Saint-Quentin, Eldon et Addington, dans le comté de Restigouche, dans le Nord-Ouest du Nouveau-Brunswick, au Canada.
Dans son cours vers l'Est, la rivière Upsalquitch Nord-Ouest coule dans une petite vallée enchâssée entre les montagnes et son cours passe au Nord Ouest de la montagne Caribou en fin de parcours.

## Géographie
La rivière Upsalquitch Nord-Ouest prend sa source d'un ruisseau de montagne dans le comté de Restigouche.
La source de la rivière est située en zone forestière à:
• 6,4 km au Sud-Est du centre du village de Saint-Martin-de-Ristigouche;
• 11,0 km au Nord-Est du centre du village de Saint-Quentin;
• 44,7 km au Sud-Ouest de la confluence de la rivière Upsalquitch Nord-Ouest;
• 45,3 km au Sud-Ouest Ouest de la confluence de la rivière Upsalquitch;
• 69,1 km au Sud-Ouest du pont de Campbellton (Nouveau-Brunswick), enjambant la rivière Ristigouche.
À partir de sa source, la rivière Upsalquitch Nord-Ouest coule dans une petite en vallée entourée de hautes montagnes, sur 70,2 km selon les segments suivants:
Cours supérieur de la rivière (segment de 32,8 km)
- 4,3 km vers le Sud-Est dans la paroisse de Saint-Quentin, jusqu'à un ruisseau (venant du Sud-Ouest);
- 0,5 km vers l’Est, jusqu'à la limite de la Paroisse d'Eldon;
- 2,7 km vers le Nord-Ouest, jusqu'à un ruisseau (venant du Nord-Ouest);
- 4,5 km vers le Nord-Est, jusqu'au Chisholm Brook (venant du Nord-Ouest);
- 2,6 km vers le Sud-Est, jusqu'au Black Brook (venant du Sud-Ouest);
- 7,3 km vers le Nord-Est, en serpentant jusqu'au ruisseau Sauvage (venant du Nord-Ouest);
- 5,4 km vers le Nord-Est, jusqu'au Twenty Eight Mile Brook (venant du Sud-Ouest);
- 8,2 km vers le Nord-Est, jusqu'au Richie Brook (venant du Nord-Ouest);

Cours inférieur de la rivière (segment de 37,4 km)
- 2,0 km vers l’Est, jusqu'à Oxford Brook (venant du Sud);
- 3,6 km vers le Nord-Est, jusqu'à Burntland Brook (venant du Nord-Ouest);
- 3,8 km vers le Nord-Est, jusqu'à Eighteen Mile Brook (venant du Nord);
- 6,1 km vers l’Est, jusqu'à la limite de la Paroisse d'Addington;
- 7,1 km vers le Sud-Est dans la Paroisse d'Addington, jusqu'à Nine Mile Brook (venant du Sud);
- 10,3 km vers le Nord-Est, jusqu'à Cravens Gulch (venant de l’Ouest);
- 4,5 km vers le Nord-Est, en passant au Nord-Ouest de la montagne Caribou, jusqu'à la confluence de la rivière Upsalquitch Nord-Ouest[1].

La rivière Upsalquitch Nord-Ouest se déverse dans une courbe de rivière sur la rive Ouest de la rivière Upsalquitch. La confluence de la rivière Upsalquitch Nord-Ouest est située à 29,3 km au Nord-Ouest de la confluence de la rivière Upsalquitch.